# E.T. – Der Außerirdische
E.T. – Der Außerirdische ist ein US-amerikanischer Science-Fiction-Film aus dem Jahr 1982. Der Regisseur Steven Spielberg kombinierte darin Elemente des Science-Fiction- und Märchen-Genres und legte die Handlung in eine US-amerikanische Vorstadt, in das Haus einer Durchschnittsfamilie. Der Film, der am 11. Juni 1982 in die US-amerikanischen und am 9. Dezember 1982 in die westdeutschen Kinos kam, zählt zu den kommerziell erfolgreichsten Spielfilmen und war bis Jurassic Park der erfolgreichste Film aller Zeiten.

## Handlung
In einem Wald in der Nähe von Los Angeles landen Außerirdische und sammeln Pflanzenproben. Als plötzlich eine Gruppe von Regierungsagenten auftaucht, fliehen die Außerirdischen überstürzt mit ihrem Raumschiff. Dabei lassen sie versehentlich einen ihrer Gefährten zurück, der sich weiter entfernt hatte. Der kleine Außerirdische sucht Unterschlupf im Schuppen eines Hauses im nahe gelegenen Vorort. Dort entdeckt ihn der zehnjährige Elliott, der mit seiner Mutter und seinen Geschwistern in dem Haus lebt. Zwischen ihm und dem kleinen Besucher entsteht rasch eine enge Freundschaft.
Beide sind einsam: Elliott vermisst seinen Vater, der die Familie vor kurzem verlassen hat, und E.T. vermisst seine Gefährten, die ihn „3 Millionen Lichtjahre von zuhause“ entfernt auf der Erde zurückgelassen haben. E.T. beginnt, wie ein Kind die menschliche Sprache zu lernen, und er und Elliott erleben mal komische, mal tragische Abenteuer, während E.T. sein Heimweh ausdrückt, indem er „nach Hause telefonieren“ will. Als E.T. den Kindern demonstrieren will, dass er aus dem All stammt, zeigt er telekinetische Fähigkeiten: Er kann Gegenstände schweben lassen und Pflanzen wiederbeleben. Aus Spielzeug und anderen Kleinteilen baut er einen provisorischen Funksender, den er mit Elliotts Hilfe im Wald aufstellt, um seinem Raumschiff ein Signal zu schicken.
Zwischen Elliott und E.T. entwickelt sich eine telepathische Verbindung, die eine Übertragung ihrer Gefühlszustände bewirkt. Gemeinsam mit seinen Geschwistern Gertie und Michael versucht Elliott, den ungewöhnlichen Freund vor der Welt der Erwachsenen zu beschützen – dazu zählt auch ihre Mutter Mary, die sie erst ganz zum Schluss einweihen, als sich E.T.s und damit auch Elliotts Gesundheitszustand dramatisch verschlechtert. Die größte Bedrohung geht jedoch von Agent Keys und seinen Leuten aus, die E.T. suchen und ihn zu Forschungszwecken einfangen wollen. Nachdem es ihnen gelungen ist, ihn aufzuspüren, richten sie im Haus von Elliotts Familie eine Quarantänestation ein, wo der mittlerweile todkranke E.T. sowie Elliott von einem Ärzteteam untersucht und behandelt werden. E.T. löst seine telepathische Verbindung zu Elliott und stirbt. Als Elliott alleine mit ihm ist, um sich von ihm zu verabschieden, wird E.T. durch die Nähe des zurückkehrenden Raumschiffes wieder zum Leben erweckt. Der vermeintliche Leichnam soll abtransportiert werden, doch Elliott und sein Bruder Michael entführen das Fahrzeug. Eine anschließende Verfolgungsjagd gipfelt darin, dass E.T. vor den Augen der Sicherheitsbeamten mit den Kindern auf ihren BMX-Rädern in den nahen Wald entschwebt, in dem kurze Zeit später das lang erwartete Raumschiff landet, um ihn abzuholen. Nachdem die Kinder von ihm Abschied genommen haben, besteigt E.T. das Raumschiff und fliegt davon.

## Analyse
Der Film greift auf die Gefühlswelt von Kindern zurück und ruft in besonderem Maße Emotionen hervor. Die Nacht im Wald, eine dysfunktionale Familie, gesichtslose Autorität symbolisiert durch einen Schlüsselbund. Gezielt wird Angst eingesetzt: Das Kind Elliott spricht vom Sterben. Der ganze Film ist so: ein bewusstseinserweiternder Strudel aus Spannung, Verlorenheit und Verletzlichkeit; wahrscheinlich die drei erschütterndsten Gefühle eines Kindes.
Spielberg verarbeitete in diesem Film Gefühle aus der eigenen Kindheit, vor allem Einsamkeit und Orientierungslosigkeit nach der Trennung seiner Eltern.

## Hintergrund
Entwickelt und gebaut wurde die Puppe E.T. von dem Italiener Carlo Rambaldi. Während der Dreharbeiten wurde E.T. abwechselnd von drei kleinwüchsigen Schauspielern, darunter Tamara De Treaux, dargestellt, die im Innern der Puppe standen. Da Regisseur und Produzent Spielberg die Illusion der Figur E.T. bewahren wollte, wurde allen dreien untersagt, öffentlich über ihr Mitwirken an dem Film zu sprechen. Einzig De Treaux ignorierte diese Direktive später, um als Schauspielerin anerkannt zu werden. Trotz ihrer Veröffentlichungen erlangte jedoch nur die Puppe selbst wirklich Popularität. Nach den Dreharbeiten ließ Spielberg angeblich alle Puppen und Puppenbestandteile von E.T. zerstören, jedoch wurde Ende 2022 eine funktionsfähige Puppe per Auktion für mehr als 2,5 Millionen $ verkauft.
Die englische Stimme von E.T. stammt von Pat Welsh, einer Frau aus Kalifornien, die als starke Raucherin eine tiefe, knarzige Stimme hatte. Für ihre Sprechrolle war sie neuneinhalb Stunden im Studio und erhielt insgesamt 380 US-Dollar. Die deutsche Stimme von E.T. wurde von Paula Lepa gesprochen.
Steven Spielberg drehte den Film mit weitgehend unbekannten Schauspielern, so waren neben den Kinderdarstellern auch Dee Wallace-Stone und Peter Coyote, die Darsteller der einzigen größeren Erwachsenenrollen, noch unbekannt. Von den Kinderdarstellern gelang Drew Barrymore und C. Thomas Howell der Sprung ins Erwachsenenlager erfolgreicher Darsteller. Harrison Ford konnte für die Rolle des Direktors an Elliotts Schule gewonnen werden. Ford hatte in den Pausen des Drehs von Blade Runner ausreichend Zeit, so dass er auf Bitten von Steven Spielberg die kleine Rolle in E.T. übernehmen konnte. Die Szene wurde allerdings aus dem endgültigen Film genommen; auch in die Neufassung wurde sie nicht wieder integriert.
Spielberg wollte, dass die Schauspieler eine möglichst glaubhafte Beziehung zu der Puppe entwickeln. Sie sollten sich auch hinter den Kulissen mit der E.T.-Puppe beschäftigen. So gibt es auch ein Foto, auf dem Spielberg selbst die in einer Badewanne sitzende Puppe sauberschrubbt. Um die finale Szene zu intensivieren, drehte Spielberg alle Szenen entsprechend der chronologischen Reihenfolge des Films. Dementsprechend nehmen die Darsteller am Filmende tatsächlich von E.T. oder besser vom Filmprojekt E.T. Abschied.
Glaubt man Spielbergs Worten, so plante er den Film nicht als Kassenerfolg. Er rechnete „nur“ mit einem Einspielergebnis von etwa 50 Mio. Dollar; die Produktionskosten lagen bei etwas über 10 Millionen, das weltweite Einspielergebnis bei 800 Millionen Dollar. Durch Wiederaufführungen lösten sich Star Wars und E.T. in den 1980ern mehrfach als erfolgreichste Filme der Kinogeschichte ab. Beide Filme wurden erst elf Jahre später durch Jurassic Park, ebenfalls von Spielberg, übertroffen.
E.T. enthält viele Star-Wars-Figuren. So wird die Figur des Meister Yoda als eine der Verkleidungen beim Halloween benutzt. An dieser Stelle zitiert John Williams in seiner Filmmusik auch Yodas Thema aus seinen Star-Wars-Soundtracks. In Elliotts Zimmer stehen viele Figuren aus dem Star-Wars-Universum, die er dem außerirdischen Besucher auch zeigt. 1983 wurde der Science-Fiction-Film Die außerirdischen Besucher (Originaltitel: Los nuevos extraterrestres) produziert, der einige Parallelen zu Spielbergs Film zeigt. In der heutigen DVD-Auflage erschien er auch unter dem Titel Return of E.T.

## Plagiatsvorwurf
Der indisch-bengalische Regisseur Satyajit Ray warf Spielberg vor, die Idee zu E.T. aus einem Drehbuch von 1967 mit dem Titel The Alien entnommen zu haben. Dieses befand sich 1967 bereits in Hollywood im Umlauf. Inhaltlich handelte es sich um einen Außerirdischen, der eine kurze Zeit auf der Erde verbrachte und sich mit einem Jungen anfreundete. Spielberg erwiderte, dass er zu der Zeit noch ein Jugendlicher in der High School gewesen sei. Star Weekend Magazine widersprach Spielbergs Behauptung und wies nach, dass Spielberg seinen High-School-Abschluss 1965 gemacht habe und bereits 1969 in Hollywood als Regisseur tätig gewesen sei. Abgesehen davon wurden auch Parallelen von Spielbergs Film Close Encounters of the Third Kind zu The Alien behauptet. Die renommierten Filmemacher Martin Scorsese und Richard Attenborough bemerkten ebenfalls den Einfluss von Rays Drehbuch auf Spielberg.

## Neufassung
Da sich sowohl Makeup- als auch Spezialeffekte inzwischen enorm weiterentwickelt haben, schuf Spielberg mit der 2002 im Kino und auf DVD erschienenen 20th-Anniversary-Fassung eine digital überarbeitete Version.
Sie enthält fünf zusätzliche Minuten und einige Spezialeffekte, die im Originalfilm fehlen, weil sie damals technisch noch nicht möglich waren; darunter auch eine Szene, in der E.T. ein Bad nimmt. Auch wurde in einzelnen Szenen die E.T.-Puppe durch einen Computer Generated Imagery-E.T. ersetzt, um seine Mimik lebendiger zu gestalten. Außerdem wurden die Waffen der Sicherheitsbeamten in der Neufassung durch Funkgeräte ersetzt, da Spielberg zu der Überzeugung gelangt war, der Einsatz von Waffen gegen Kinder sei unglaubwürdig. Dennoch blieb Marys Ausspruch „Ihr könnt doch nicht schießen, es sind doch noch Kinder“ weiterhin enthalten. Auch ihr Kommentar zu Michaels Halloween-Kostüm, „Du gehst nicht als Terrorist“, wurde unter dem Eindruck der Terroranschläge vom 11. September umgeschrieben in „Du gehst nicht als Hippie“. Diese von einigen Fans des Films eher negativ aufgenommenen Änderungen wurden in der South-Park-Folge „Größer, digitaler und umgeschnitten!“ aufgegriffen und satirisch dargestellt.
Im Nachhinein bedauerte Spielberg, die Änderungen an der Special Edition vorgenommen zu haben, da diese vielen Zuschauern die Magie des Films genommen hätten. Er versprach, dass die Blu-ray-Fassung, die zum 30-jährigen Jubiläum erscheinen sollte, nur die Kinofassung enthalten werde.
Im Oktober 2012 erschien der Film auf Blu-ray Disc wie angekündigt in der Kinofassung; die zusätzlichen Szenen der Special Edition sind im Bonusmaterial enthalten.

## Produktplatzierung
E.T. gilt als Vorreiter der Produktplatzierung. Im Film lockt Elliott den schüchternen Außerirdischen mit bunten Schokolinsen der Marke Reese’s Pieces in sein Zimmer. Die Verkaufszahlen dieser Süßigkeit schnellten daraufhin in die Höhe. Hersheys Konkurrent, die Mars Incorporated, hatte eine Verwendung von M&M’s in dem Film abgelehnt, da man E.T. keinen großen Erfolg zutraute.
Audi setzte ein Fahrzeug des Modells Audi 5000 medienwirksam in Szene, Ataris Science-Fiction-Computerspiel Asteroids und das Rollenspiel Dungeons & Dragons werden namentlich erwähnt. Die BMX-Räder stammen von dem japanischen Fahrradhersteller Kuwahara. Es wurden später mehrere Versionen des „originalen“ Fahrrads vermarktet. Im BMX-Museum Stockholm ist eine restaurierte Version zu sehen. Unter Sammlern ist das Fahrrad bis heute sehr begehrt.

## Synchronisation
Die deutsche Synchronfassung entstand 1982 bei der Berliner Synchron, für Dialogbuch und Dialogregie war Arne Elsholtz verantwortlich. Die neu veröffentlichten Szenen wurden 2002 mit anderen Sprechern nachsynchronisiert, die Dialogregie übernahm hierbei Oliver Rohrbeck.
| Rolle                    | Darsteller         | Synchronsprecher                                 |
| ------------------------ | ------------------ | ------------------------------------------------ |
| Elliot                   | Henry Thomas       | Timmo Niesner Nachsynchro: Sandro Blümel         |
| E.T.                     | Pat Welsh          | Paula Lepa Nachsynchro: Barbara Ratthey          |
| Mutter Mary              | Dee Wallace-Stone  | Monica Bielenstein                               |
| Gertie                   | Drew Barrymore     | Caroline Ruprecht Nachsynchro: Chantal Preissler |
| Michael                  | Robert MacNaughton | Oliver Rohrbeck                                  |
| Mr. Keys                 | Peter Coyote       | Joachim Kemmer Nachsynchro: Frank Glaubrecht     |
| Greg                     | K. C. Martel       | Sven Plate                                       |
| Biologielehrer           | Richard Swingler   | Thomas Danneberg                                 |
| Bibo im Fernsehen        | Caroll Spinney     | Wolfgang Draeger                                 |
| Onkel Ralph im Fernsehen | ?                  | Friedrich W. Bauschulte                          |

## Kritiken
Variety bezeichnete den Film als den „besten Disney-Film, den Walt Disney nie gedreht hat“.

„Mit großer handwerklicher und dramaturgischer Raffinesse inszenierte Fantasy-Geschichte vom guten ‚Alien‘. Massenunterhaltung, die seinerzeit den Zeitgeist traf: Der Retter aus dem Weltraum erlöst die Menschheit hier zwar nicht von unseren Problemen, vermag aber zumindest in den Kindern und einigen Erwachsenen Menschlichkeit und Mitgefühl zu erwecken.“

## Auszeichnungen
- Oscars – Der Film erhielt je einen Oscar in den Kategorien Beste Filmmusik, Beste visuelle Effekte, Bester Ton und Bester Tonschnitt. Weitere Nominierungen gab es in den Kategorien Bester Film, Beste Regie, Bestes Originaldrehbuch, Beste Kamera und Bester Schnitt.
- Golden Globe Awards – Der Film erhielt je einen Golden Globe in den Kategorien Bester Film – Drama und Beste Filmmusik. Weitere Nominierungen gab es in den Kategorien Beste Regie, Bestes Filmdrehbuch und Bester Nachwuchsdarsteller (Henry Thomas).
- BAFTA Award – Der Film erhielt einen BAFTA Award in der Kategorie Beste Filmmusik. Weitere Nominierungen gab es in den Kategorien Bester Film, Beste Regie, Bester Nachwuchsdarsteller (Henry Thomas und Drew Barrymore), Bestes Drehbuch, Beste Kamera, Bestes Szenenbild, Beste Maske, Bester Schnitt, Bester Ton und Beste visuelle Effekte.
- Grammy – Superstar Michael Jackson war mitverantwortlich für den Soundtrack zum Film, unter anderem mit dem Song Someone In The Dark. 1984 erhielt Jackson für die Kompilation einen Grammy-Award.
- Jupiter als bester Film
- Die Deutsche Film- und Medienbewertung FBW in Wiesbaden verlieh dem Film das Prädikat besonders wertvoll.
- 2002: Saturn Award für die beste DVD-Veröffentlichung eines Klassikers

Auszeichnungen vom renommierten American Film Institute:
- 1998: Platz 25 in der Liste der 100 besten Filme aller Zeiten (2007: Platz 24)
- Platz 44 in der Liste der 100 besten Thriller aller Zeiten
- das Zitat E.T. nach Hause telefonieren erreichte Platz 15 in der Liste der 100 besten Filmzitate aller Zeiten
- John Williams’ Musik rangiert auf Platz 14 in der Liste der 25 besten Filmmusiken aller Zeiten
- Platz 6 in der Liste der 100 inspirierendsten Filme aller Zeiten
- 2008: Platz 3 in der Liste der besten zehn Science-Fiction-Filme aller Zeiten

Library of Congress
- 1994: Aufnahme in das National Film Registry

## Einspielergebnis
Der Film ist auf Platz 108 (Stand: 19. April 2025) der weltweit erfolgreichsten Filme aller Zeiten.

## Adaptionen

### E.T.–Storybook
1982 nahm Michael Jackson E.T. als Hörspiel für Kinder auf. Er erzählt – unterbrochen von Audioausschnitten aus dem Film – die Geschichte. Eingeleitet und beendet wird die Erzählung von zwei verschiedenen Versionen des Songs Someone In The Dark. Produzent war wie bei Michael Jacksons Album Thriller Quincy Jones. Wegen rechtlicher Probleme mit seinem damaligen Musiklabel Epic, das gegen die Veröffentlichung bei MCA vorging, musste die Platte aber recht schnell wieder aus dem Handel genommen werden. Trotzdem gewann Jackson für seine außerordentliche Leistung einen Grammy („Bestes Hörspiel für Kinder“).

### Computerspiel
Für 20–25 Millionen US-Dollar erwarb Warner Communications von Steven Spielberg die Lizenzrechte für ein Computerspiel zum Film. Warners Tochterfirma Atari entwickelte in einem überhasteten Produktionszeitraum von nur fünf Wochen ein Adventure-Spiel für seine Spielkonsole Atari 2600. In vollkommener Überschätzung des Erfolgs produzierte das Unternehmen fünf Millionen Kopien, die es mehrheitlich nicht verkaufen konnte. Das Spiel gilt bei einigen Kritikern als das schlechteste Spiel bisher. Als Atari 1983 während des sogenannten Atari Video Game Burial mehrere Überschussproduktionen in einer Mülldeponie nahe der Stadt Alamogordo (New Mexico) vergraben ließ, wurde dies schnell mit dem kapitalen Misserfolg des E.T.-Spiels in Verbindung gebracht und entwickelte sich zum Symbol für den im selben Jahr einsetzenden Zusammenbruch des nordamerikanischen Computerspielmarktes (sog. Video Game Crash). Die widersprüchlichen Berichte zur Entsorgung der Überschusswaren führten teilweise zu Annahmen, dass es sich lediglich um eine moderne Sage handele. Im April 2014 wurde die Korrektheit der Angaben bei einer Ausgrabung durch ein Team von Dokumentarfilmern bestätigt.

### Musik
Im Jahr 1983 veröffentlichte Willem eine Single mit dem Titel Wat?, der deutschen Coverversion von Captain Sensibles Wot. Darauf parodierte er den Film und insbesondere dessen Schlüsselzitat Nach Hause telefonieren. Mit dem Titel erreichte er Platz 19 in den deutschen Singlecharts. Außerdem gelang ihm damit ein Auftritt in der ZDF-Hitparade.

### Nach Hause telefonierenwird sprichwörtlich
Das Schlüsselzitat des Films Nach Hause telefonieren entwickelte sich insbesondere in der Informatik zum geflügelten Wort. Es bezeichnet dabei noch heute die aus Benutzersicht häufig unerwünschte Eigenschaft eines Computerprogramms, einer App oder eines technischen Gerätes, dessen Programmierer, Vertreiber oder bisweilen auch Dritte zu kontaktieren, um ausspionierte Daten und Verhaltensweisen über den Benutzer weiterzugeben, im Sinne des Sprichwortes zumeist, ohne dass dieser davon erfährt.
Auch im allgemeinen Sprachgebrauch hatte damals ein breites Publikum das bekannte Zitat mit dem Film identifiziert.

## Dokumentarfilm
- Nach Hause telefonieren! Wie E.T. Kinos und Herzen eroberte. 52 Min. Regie: Clélia Cohen, Antoine Cour. Frankreich 2022.[28][29]